# Radiměř

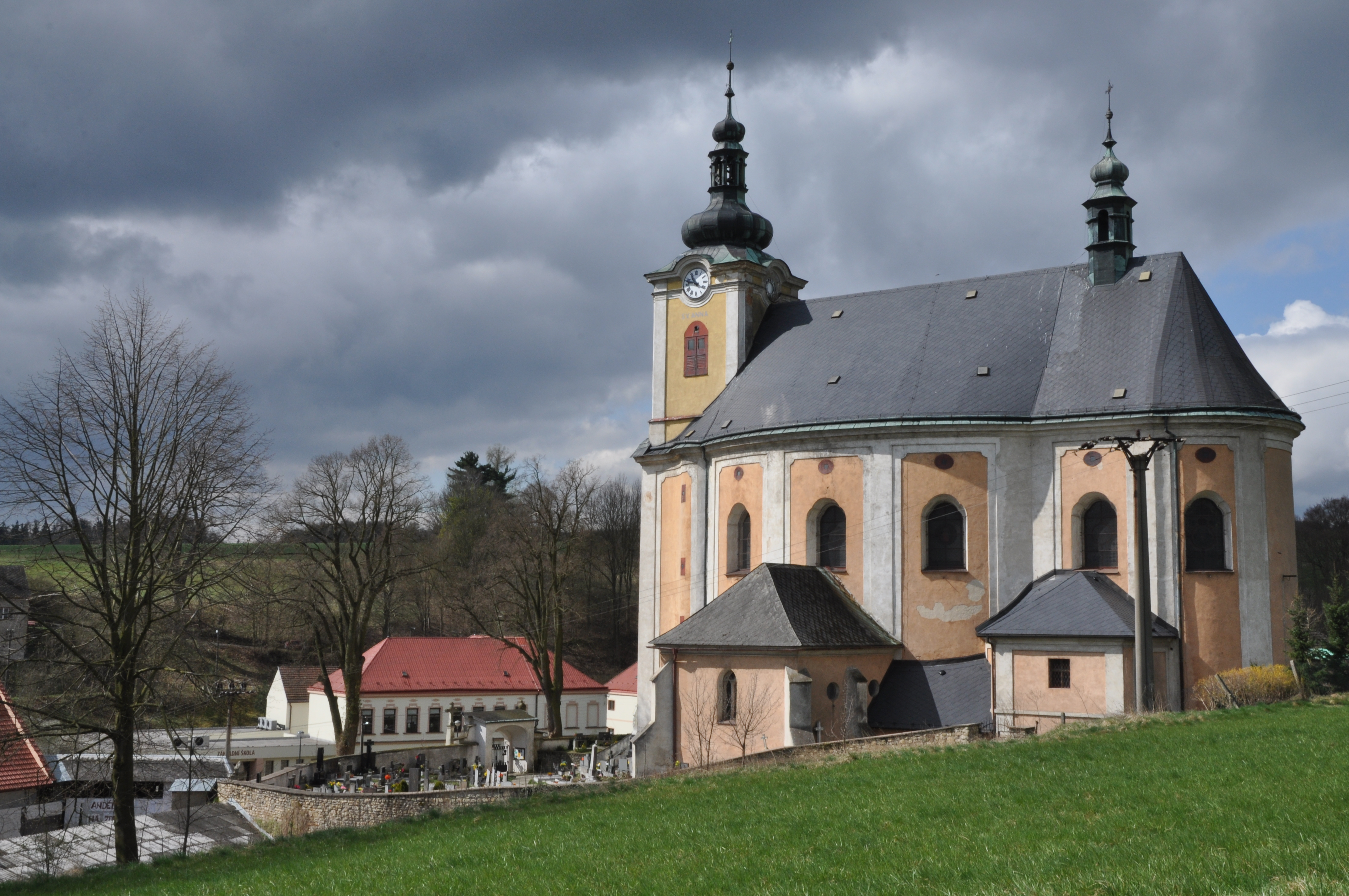
Pfarrkirche Sankt Anna, im Hintergrund das Schulhaus

Radiměř (deutsch Rothmühl) ist eine Gemeinde im Okres Svitavy der Region Pardubice. Das Straßendorf erstreckt sich auf etwa 8 Kilometer Länge. Es war durch den Rothmühler Bach in den Markt Mährisch Rothmühl und das Dorf Böhmisch Rothmühl geteilt, der die historische böhmisch-mährische Landesgrenze bildete. Das Dorf hat 1094 Einwohner (2014) und eine Fläche von 28,6 Quadratkilometern. Radiměř liegt in der Landschaft des Schönhengstgaus, der ehemaligen größten deutschen Sprachinsel in Böhmen und Mähren. Vom übrigen deutschen Sprachgebiet des Sudetenlandes war die Sprachinsel gebietsweise nur um wenige Kilometer getrennt. Bis zur Vertreibung 1945/46 waren Böhmisch und Mährisch Rothmühl überwiegend von Deutschen bewohnt.

## Geschichte
Während die Gemeinde Rothmühl 1291 erstmals urkundlich erwähnt wurde, fällt die Ersterwähnung der Pfarrei auf das Jahr 1474. Mährisch Rothmühl besaß eine eigene Grundherrschaft, die ihren Sitz in einem Hof unterhalb der Kirche hatte. Böhmisch-Rothmühl war ein Kolonistendorf mit einem Erbgericht.
Diese deutschen Kolonisten waren im 12. Jahrhundert von böhmischen Landesfürsten gerufen worden, um brach liegendes Land zu besiedeln und zu bearbeiten. Bauern, Handwerker, Kaufleute und Bergarbeiter folgten dieser Anwerbung. Sie stammten hauptsächlich aus dem bayerischen Raum, aus Main- und Ostfranken und der Oberpfalz.
Der künstlich angelegte Mühlbach, der die beiden Orte politisch ab 1512 auf Grund von veränderten Herrschaftsansprüchen trennte, hatte über die gesamte Länge im Ortsbereich ein Gefälle von 180 Metern und ermöglichte den Betrieb von dreizehn Mühlen.
Die Schulen Böhmisch und Mährisch Rothmühls waren getrennt, nicht so die Kirchengemeinde, die zur Mährischen Kirchenprovinz gehörte. Ab 1919 gab es eine Bürgerschule für beide Ortsteile, sodass Rothmühl als Marktgemeinde eine regionale Aufwertung erfuhr.
Neben der Landwirtschaft waren die Leinwandherstellung und der Leinwandhandel in der ersten Hälfte des 19. Jahrhunderts Garanten für die wirtschaftliche Entwicklung Rothmühls. Mit dem allmählichen Verfall des Leinengeschäfts verdienten dann etliche Rothmühler ihren Lebensunterhalt als Arbeiter.
Mit dem Münchner Abkommen 1939 wurde die Trennung Rothmühls in die böhmische und mährische Verwaltungszugehörigkeit aufgehoben. Am 17. Dezember 1950 fusionierte der tschechische Staat die beiden Orte endgültig.

### Böhmisch Rothmühl
Die Dorfgemeinde Böhmisch Rothmühl gehörte 1930 zum Bezirk und Gerichtsbezirk Politschka in Ostböhmen und hatte 1354 Einwohner, davon waren 1312 deutsch. Im Ort gab es zwei Kapellen, die dem Heiligen Johannes von Nepomuk und dem Heiligen Joseph geweiht waren.

### Mährisch Rothmühl
Die Marktgemeinde gehörte 1930 zum Bezirk Mährisch Trübau und Gerichtsbezirk Zwittau in Mittelmähren. Sie hatte 1456 Einwohner, wovon 1408 deutsch waren. Die nächste Eisenbahnstation war in Greifendorf. Mährisch Rothmühl hatte das Recht jährlich zwei Märkte abzuhalten. Die reich ausgestattete Rokokokirche Sankt Anna wurde zwischen 1771 und 1776 errichtet.

### Wappen
Blasonierung: Schräggeteilt von Silber und Blau. Oben ein vierspeichiges rotes, unten ein vierspeichiges silbernes Mühlrad.

## Ansichten

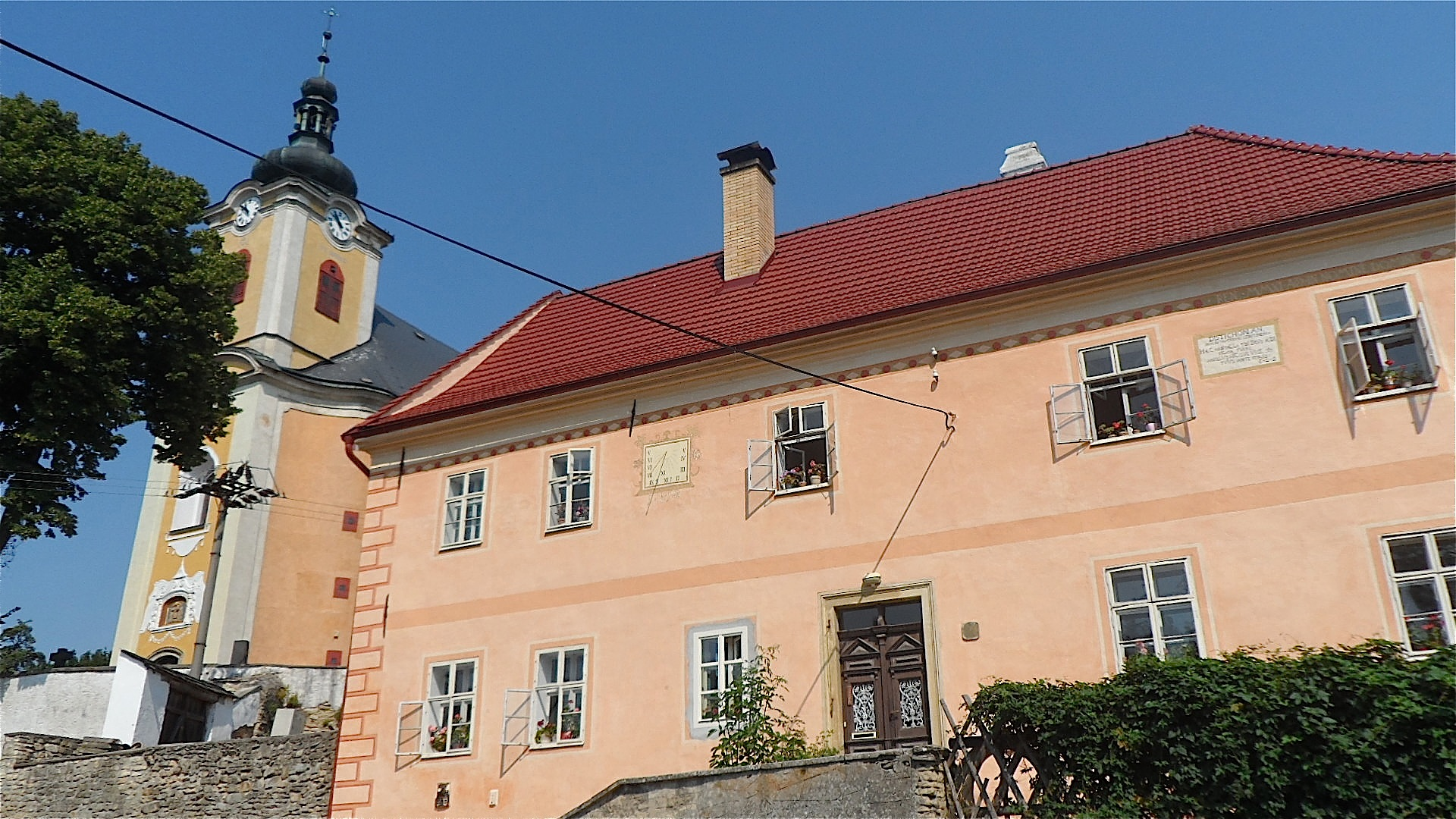
Pfarrhaus, dahinter Sankt Anna
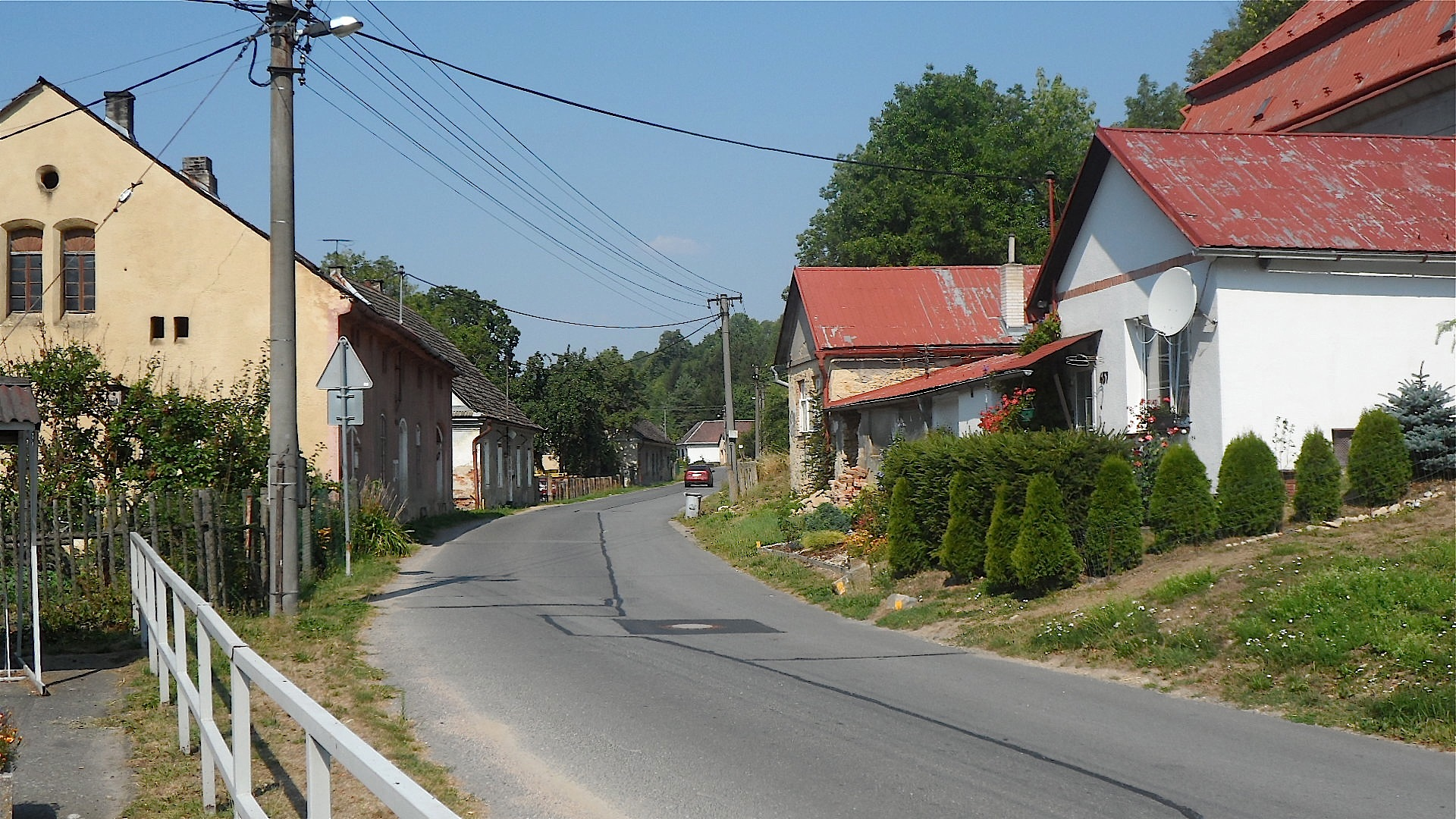
Blick von der Schule Richtung Norden
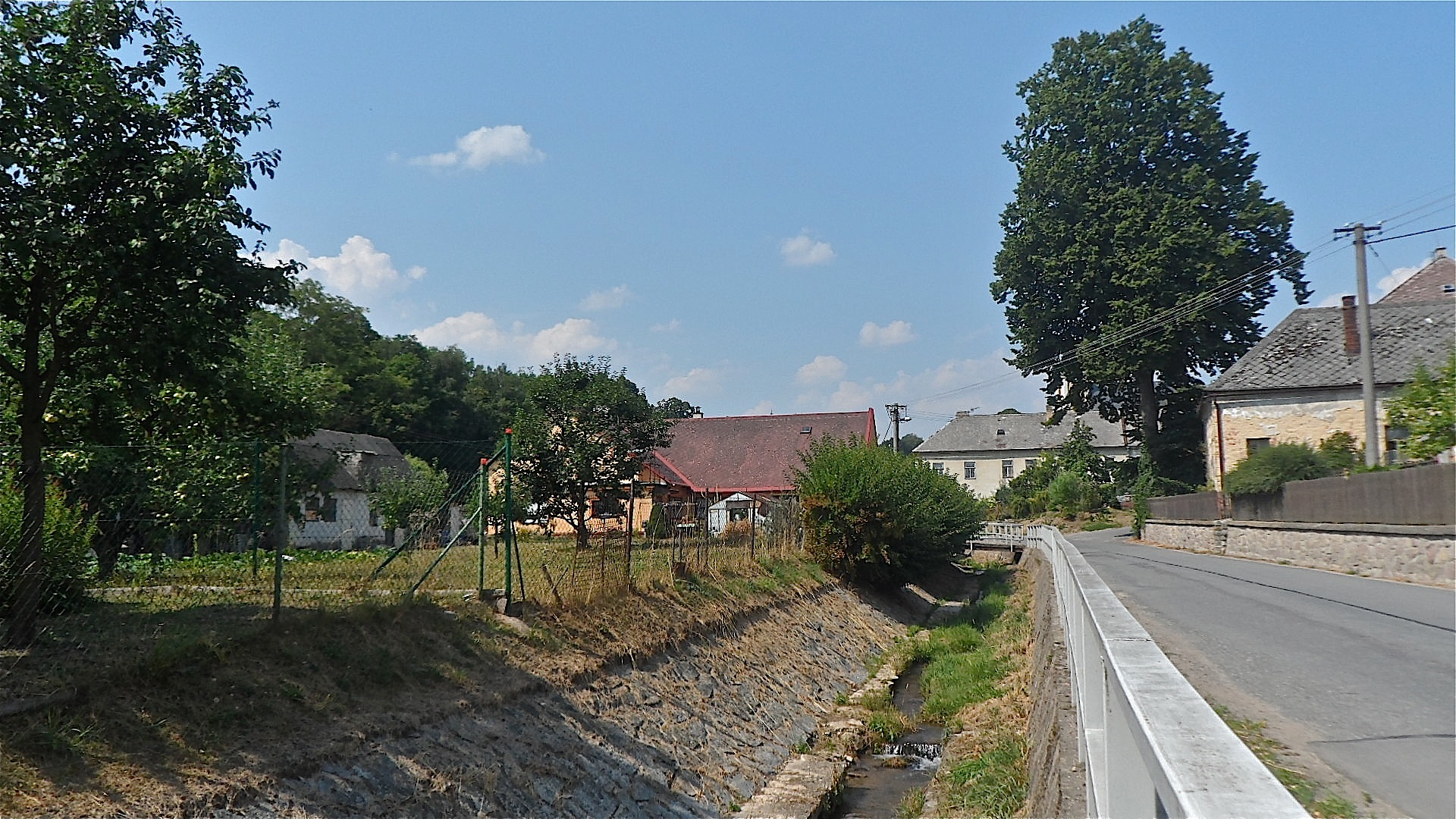
Der Rothmühler Bach trennte die Orte Böhmisch und Mährisch Rothmühl
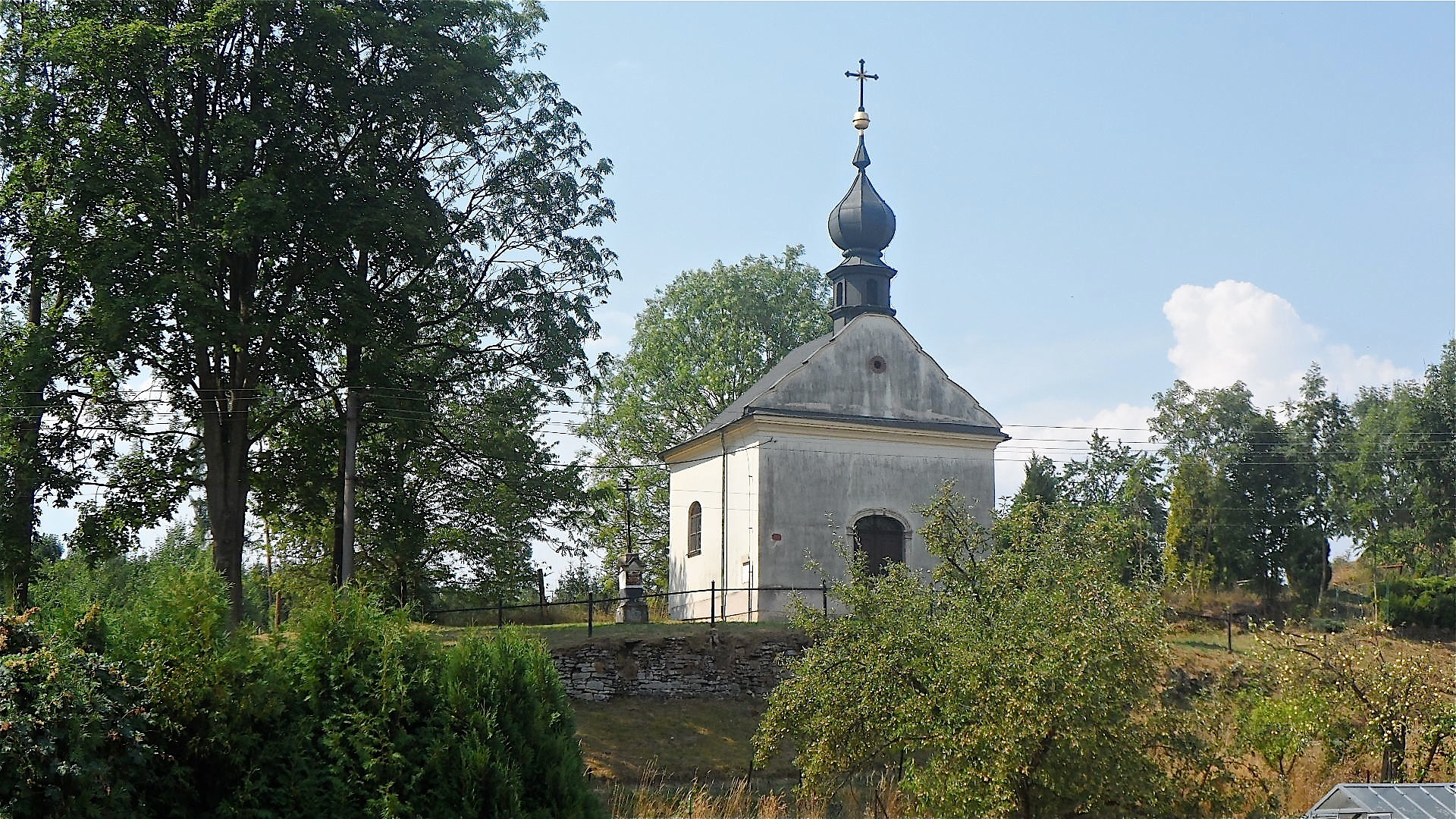
Kapelle
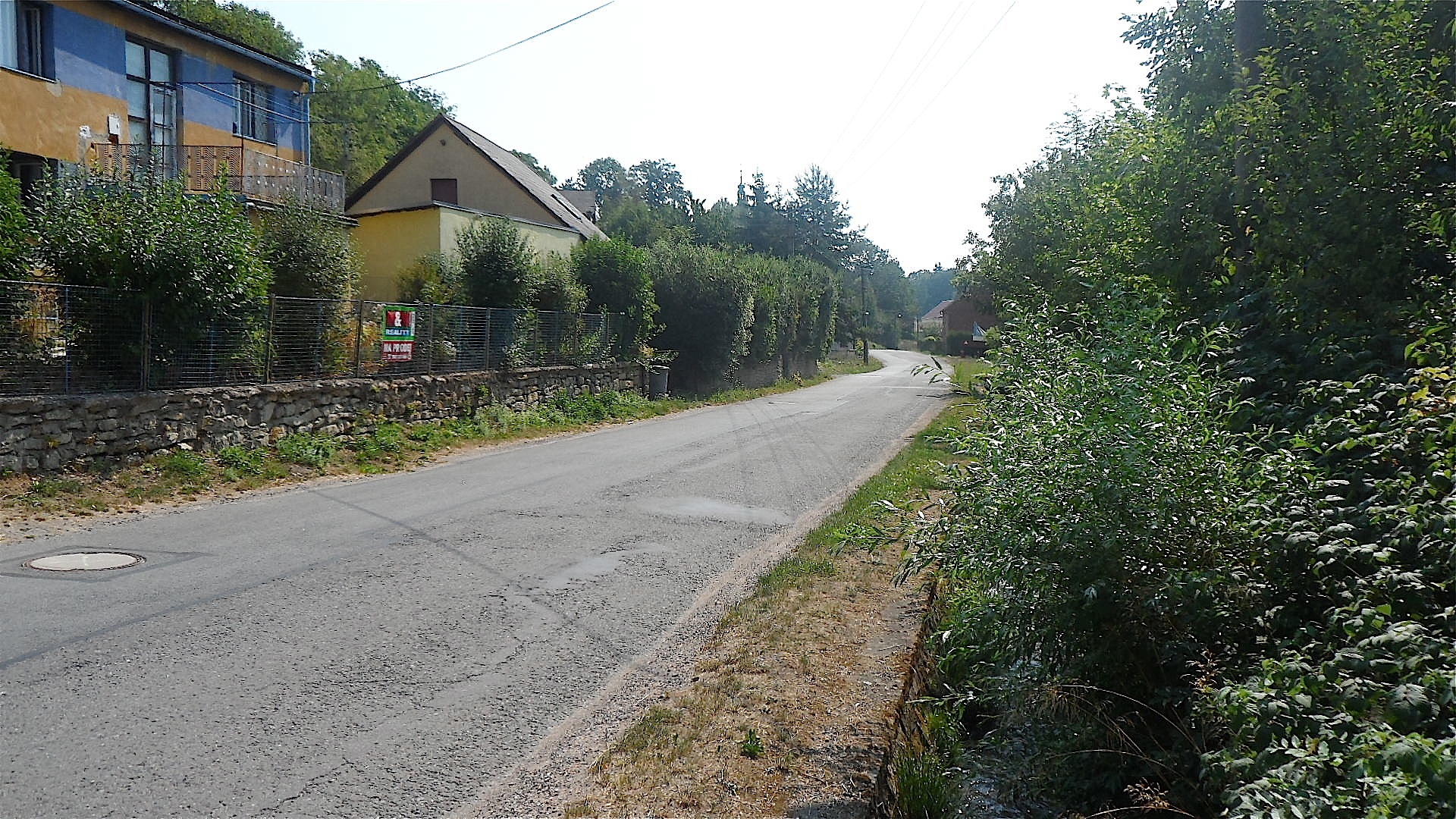
Ortsansicht des Straßendorfes
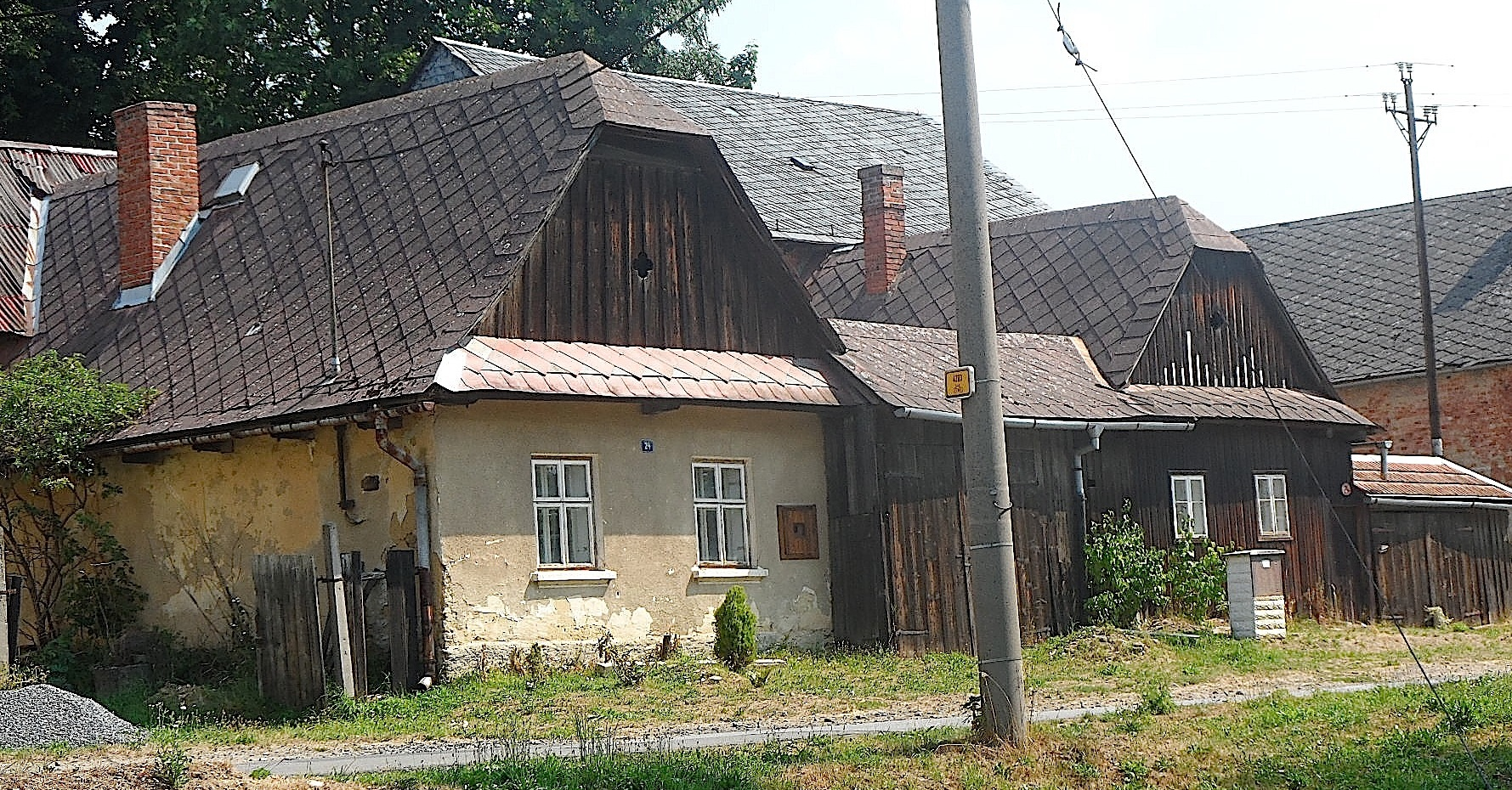
Ehemaliges landwirtschaftliches Gebäude
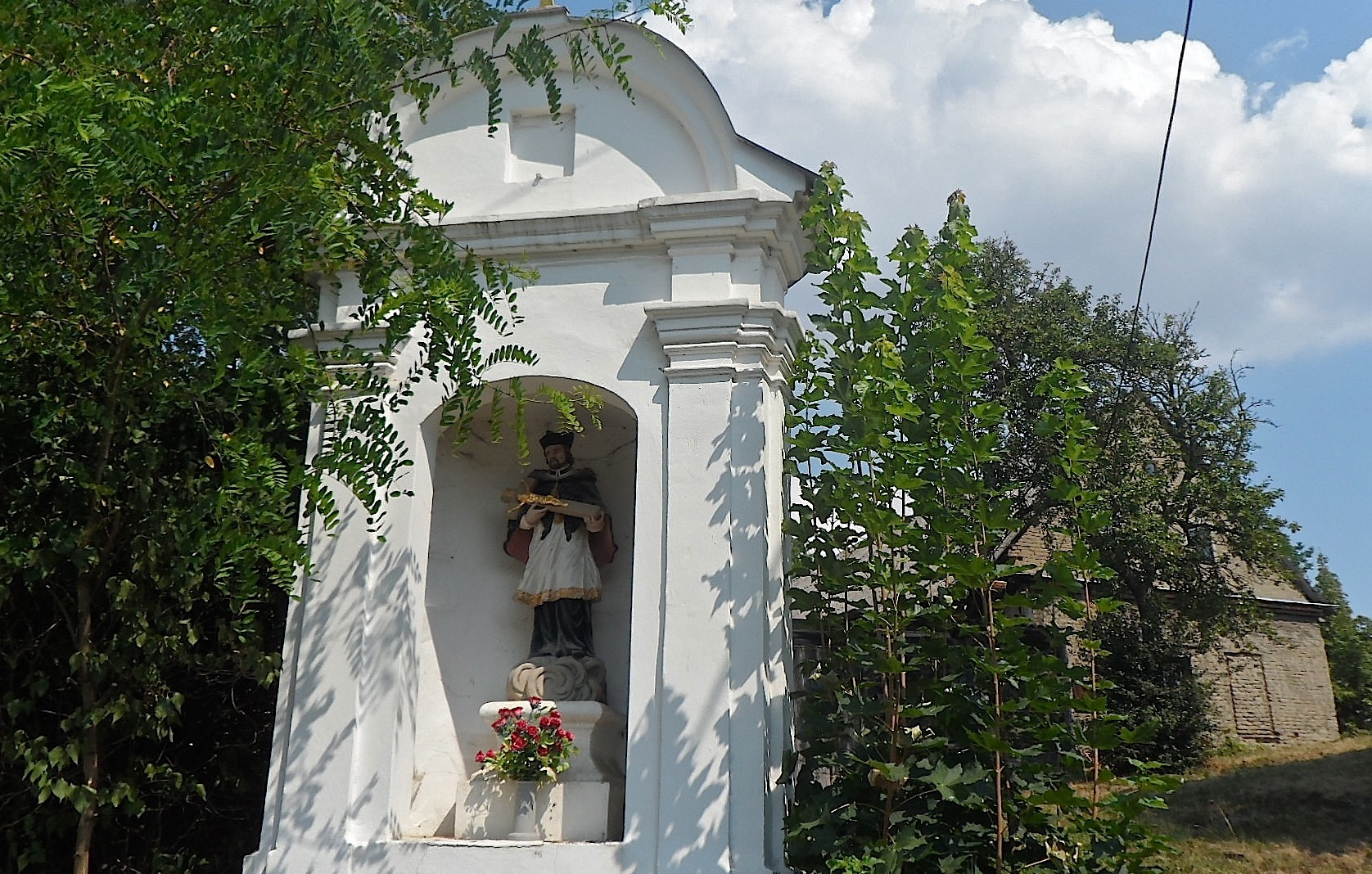
Bildstock

## Personen
- Kamil Prudil (1937–2006), Maler und Psychologe
- Hugo Jury (1887–1945), Arzt und nationalsozialistischer Politiker

## Varia
Im ehemaligen Rathaus Hallgarten in 65375 Oestrich-Winkel befindet sich das Rothmühler Heimatmuseum, eine Einrichtung, die vom Heimatvertriebenen-Verein aufgebaut wurde.